# Basílica de San Juan Bautista del Rosario (Lecce)
La Basílica de San Giovanni Battista al Rosario es una iglesia en el centro histórico de Lecce. Sede parroquial desde 1914, fue construida para los dominicos por el arquitecto Giuseppe Zimbalo entre 1691 y 1728, que esta aquí enterrado. Se encuentra ubicada en via Giuseppe Libertini, a pocos pasos de Porta Rudiae.

## Historia
El edificio actual de finales del siglo XVII fue construido sobre una estructura anterior que data de 1388, año en que los padres dominicos llegaron a Lecce. La fecha de fundación del nuevo edificio es el 6 de marzo de 1691 y las obras de construcción fueron confiadas a Giuseppe Zimbalo, tenía setenta años, quien también contribuyó personalmente a la financiación. En 1710 murió Zimbalo y la construcción fue terminada en 1728 por otros artistas, entre los que se destacaron Giulio Cesare Penna el Joven y Leonardo Protopapa. En 1948, por voluntad del Papa Pío XII, la iglesia fue declarada basílica menor. 

## Descripción

### Exterior
La exuberante fachada está dividida en dos órdenes por una balaustrada decorada con trofeos de flores y estatuas colocadas sobre pedestales esféricos que representan las visiones del profeta Ezequiel.
El orden inferior se caracteriza en el centro por dos voluminosas columnas estriadas que enmarcan un gran portal, rematado por el símbolo de los dominicos y la estatua de Santo Domingo de Guzmán. A los lados del portal hay dos hornacinas que albergan las estatuas de piedra de San Juan el Bautista y del Beato Francisco de la Orden de Predicadores. En el centro de la balaustrada, elemento divisorio entre los dos órdenes, en correspondencia con el gran ventanal central, se sitúa la estatua de la Virgen; en cambio, otras estatuas están situadas en los grandes nichos, en línea con las del orden inferior. La fachada remata con otra balaustrada y un frontón quebrado. Debajo, a los lados de toda la fachada se encuentran dos altos pedestales, sobre uno de los cuales reposa la estatua de Santo Tomás de Aquino. 

### Interior

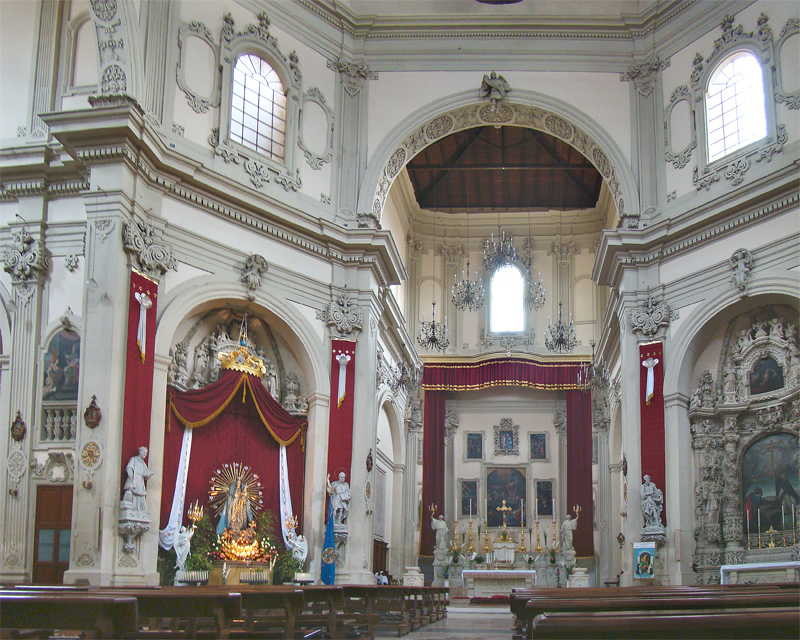
Interno

El interior tiene forma de cruz griega con una gran sala octogonal cubierta por cerchas de madera. Originalmente el proyecto incluía un techo abovedado, el cual se hizo inviable debido a su tamaño y la posterior muerte de Zimbalo. 
A lo largo del perímetro del octógono, apoyadas en los pilares sobre cuyas bases están tallados los distintos escudos de las familias que contribuyeron a la construcción de la iglesia, se encuentran las estatuas en piedra de Lecce de Santo Tomás de Aquino, San Agustín, San Pablo, de San Pedro, de San Gregorio Magno, de San Ambrosio y de San Jerónimo. Todo el perímetro interior está marcado por doce capillas cortas con otros tantos altares barrocos exuberantes, dispuestos también en las capillas de cruz octogonal. A la entrada se encuentran los altares de Santa Catalina de Siena y del Bautismo de Jesús, ambos de la primera mitad del siglo XVIII y diseñados por Mauro Manieri. A lo largo del perímetro del brazo izquierdo se encuentran los altares de la Natividad de Jesús, de la Virgen del Rosario y de la Natividad de María. El presbiterio alberga el altar mayor en piedra de Lecce y en la pared del fondo se encuentran numerosas pinturas, entre las que destaca la central que representa la Predicación del Bautista, obra del pintor alessano Oronzo Letizia del siglo XVII; los cuatro lienzos más pequeños representan Historias de Abraham y son los más fechados con certeza de datación y autógrafo del pintor napolitano Paolo Finoglio. En el brazo derecho de la cruz se encuentran los altares de la Asunción, el crucifijo y Santa Rosa de Lima, esta última con un lienzo de 1735 del pintor de Lecce Serafino Elmo. Los cuatro altares dispuestos en las capillas del octógono están dedicados a Santo Tomás de Aquino, San Vicente Ferrer, Santo Domingo y San Pedro Mártir. De particular interés es el púlpito esculpido con la escena de la visión del Apocalipsis, la única de las iglesias de Lecce realizada en piedra.
En la contrafachada se encuentra el cenotafio de Antonio De Ferrariis, conocido como el Galateo, con retratos y epígrafes en mármol de 1561 y 1788.